# The Orchard Residences
The Orchard Residences es un rascacielos residencial de 56 plantas y 218 metros de altura completado en 2010, situado en Orchard Road, la principal zona comercial de Singapur. Es el edificio más alto de la zona comercial y contiene 175 unidades residenciales desde la planta novena hasta la 54.ª, con cuatro áticos. Durante la primera fase, se vendieron 98 unidades con un precio medio de S$ 34 584 por metro cuadrado. El centro comercial ION Orchard, construido junto con el proyecto, tiene 335 tiendas y establecimientos de alimentación.